# بوجانا رادولوفيتش
بوجانا رادولوفيتش (بالمجرية: Radulovics Bojana)‏ مواليد 23 مارس 1973 في سوبتيتسا، جمهورية يوغوسلافيا الاشتراكية الاتحادية، هي لاعبة كرة يد مجرية سابقة لعبت كظهير أيمن. مثلت منتخب المجر لكرة اليد للسيدات في 70 مباراة. شاركت في دورة الألعاب الأولمبية الصيفية سنة 2000. حققت المركز الثاني في بطولة العالم لكرة اليد للسيدات 2003.

## سجل المنافسة
شاركت في البطولات التالية:
- بطولة العالم لكرة اليد للسيدات 2001
- بطولة العالم لكرة اليد للسيدات 2003
- بطولة أوروبا لكرة اليد للسيدات 2004

## الميداليات
| الميدالية | المسابقة                            |
| --------- | ----------------------------------- |
| فضية      | بطولة العالم لكرة اليد للسيدات 2003 |
| برونزية   | بطولة أوروبا لكرة اليد للسيدات 2004 |

## روابط خارجية
- بوجانا رادولوفيتش على موقع الاتحاد الأوروبي لكرة اليد (الإنجليزية)
- بوجانا رادولوفيتش على موقع أوليمبيديا (الإنجليزية)